# Orel filipínský
Orel filipínský (Nisaetus philippensis) je druh dravého ptáka z čeledi jestřábovití (Accipitridae). Dosahuje velikosti až 70 cm. Je endemický na severních Filipínách a jeho přirozeným prostředím jsou tropické vlhké nížinné lesy. Je ohroženým druhem vlivem ztráty stanovišť a odchytu do pastí. Mezinárodní svaz ochrany přírody (IUCN) k roku 2016 odhaduje, že za poslední tři generace populace orla poklesly o více než 50 % a celkový počet dospělců je odhadován na 400–600 kusů. Nejvíce jedinců přežívá na Luzonu.
V rámci druhu Nisaetus philippensis byly historicky hodnoceny i populace, které jsou v současnosti vyděleny do samostatného druhu Nisaetus pinskeri.